# Hüsede
 (janvier 2022).
Hüsede est un quartier de la commune allemande de Bad Essen, appartenant à l'arrondissement d'Osnabrück, dans le Land de Basse-Saxe.

## Géographie
Hüsede se trouve à 2 km au sud-est du centre-ville de Bad Essen.

## Histoire
Le 1er juillet 1972, Hüsede est incorporée à la ville de Bad Essen.

## Jumelage
- Trouville (France)[2]

## Infrastructure
L'arrêt de Bad Hüsede se trouve sur le Wittlager Kreisbahn. Seuls les trains du musée circulent ici. Ils sont exploités par le musée du chemin de fer de Minden.

## Personnalités
- Max Schwobe (1874-1955), homme politique.

## Source, notes et références
- (de) Cet article est partiellement ou en totalité issu de l’article de Wikipédia en allemand intitulé « Hüsede » (voir la liste des auteurs).

1. ↑  (de) Statistisches Bundesamt, Historisches Gemeindeverzeichnis für die Bundesrepublik Deutschland. Namens-, Grenz- und Schlüsselnummernänderungen bei Gemeinden, Kreisen und Regierungsbezirken vom 27.5.1970 bis 31.12.1982, 1983 (ISBN 3-17-003263-1)
2. ↑  « Trouville-Alliquerville : le comité de jumelage fait le point », sur Paris Normandie, 2019 (consulté le 21 janvier 2022)